# FC Borgo
FC Borgo is een Franse voetbalclub uit Borgo.

## Geschiedenis
FC Bastia-Borgo ontstond in 2017 na een fusie tussen CA Bastia en Borgo FC. Na de fusie startte de ploeg in Championnat National 2 wat het vierde niveau is in het Franse voetbalsysteem. In het seizoen 2018/19 wisten ze promotie af te dwingen door tweede te eindigen na de reserveploeg van FC Nantes omdat zij niet meer mogen promoveren kreeg FC Bastia-Borgo die promotie. In 2022 werd de naam gewijzigd in FC Borgo. De club was in 2022/23 genoodzaakt te degraderen naar het vierde niveau, het eindigde dat seizoen als laatste in de competitie. In 2024 degradeerde de club verder naar de vijfde klasse. 